# تیجانی نوسلین
تیجانی نوسلین (انگلیسی: Tijjani Noslin؛ زادهٔ ۷ ژوئیهٔ ۱۹۹۹) بازیکن فوتبال اهل پادشاهی هلند است که در حال حاضر برای باشگاه ورزشی لاتزیو بازی می‌کند. 